# 福廈客運專線
福州至厦门客运专线，简称福厦客运专线、甬广高速铁路福漳段，是中国福建省一条连接福州市、莆田市、泉州市、厦门市和漳州市的高速铁路，是甬廣高速鐵路的组成部分。线路北起福州南站、南至漳州站，全线设有福州南站、福清西站、莆田站、泉港站、泉州东站、泉州南站、厦门北站、漳州站共八座车站，全长277.42公里，设计时速350公里，于2023年9月28日开通运营。

## 简介
福厦高速铁路由福建福州经莆田、泉州、厦门到福建漳州，线路按设计时速350公里、双线电气化、最大限坡20‰的标准设计建造。线路全长277.42公里，共设置8个车站，其中利用既有站1座，改建既有站1座，新建车站3座，并行既有站新建车场3座，预计投资500亿人民币，福厦高铁全线共有85座桥梁、33座隧道，先后跨越湄洲湾、泉州湾、安海湾3个海湾。
线路开通后，从厦门出发前往福州的耗时，将比现在动车组列车节约一半的时间，两地可实现1小时内直达。福厦客运专线在福州南站东站房东侧新建车场，且在乌龙江新建跨江大桥，为四线铁路高低塔混合梁斜拉桥。大桥位于福平铁路乌龙江特大桥下游，324国道乌龙江大桥上游。届时，乌龙江该段约300米长的江面上将有5座桥梁、8条铁路线通过。

## 历史
2014年5月15日，福建省政府公布《2014-2018年全省交通基础设施提升行动计划和重大建设项目落实方案》，方案提及將建设福州至厦门铁路客运专线，要求抓紧研究落实项目建设方案，尽快启动前期工作，争取2015年完成立项，2016年完成工可、初设，并尽快开工建设。
2015年8月，福厦客运专线开展社会稳定风险评估工作。
2017年1月15日，福厦客运专线先行工程在漳州角美开工。7月，福厦客运专线初步设计获中国铁路总公司批复。9月30日，福厦客运专线厦门段正式动工。
2018年11月18日，泉州湾铁路大桥首个墩身封顶。12月6日，福厦客运专线桥梁主体工程开始箱梁浇筑。
2019年2月21日，为腾出地块建设福厦客运专线，位於厦门北站旁的后溪长途汽车站的3万吨站房，连同地下两层切割、顶升，再平移最远端距离330米，并旋转90度转向，于2019年4月1日平移完成。3月25日，国内首座跨海高速铁路桥福厦高铁泉州湾跨海大桥主墩钢吊箱吊装完成，开始转入水上施工阶段。5月，福厦漳高铁厦门段西溪特大桥开始架梁。5月16日，福厦客专泉州段陈芹大桥完成架设第一梁，标志着福厦客专进入线上架梁施工阶段。7月17日，全线首座连续梁完成混凝土浇筑。9月16日，福厦高铁南峰隧道贯通，是福厦高铁首条贯通的隧道。11月26日，位于泉州台商投资区东园镇的福厦客专锦峰隧道贯通。12月20日，福厦高铁新泉州东站站前广场及市政配套工程获泉州台商投资区管理委员会科技经济发展局批复。
2021年7月12日10时，福厦高铁新大顶山隧道顺利贯通。至此，福厦高铁正线隧道全部贯通。11月13日，福厦高铁湄洲湾跨海大桥合龙。11月30日，全长20.287公里，位于线路施工难度最大地段的福厦高铁泉州湾跨海大桥全桥贯通。
2022年3月17日，福厦高铁进入铺轨工程施工阶段。4月6日，福厦高铁安海湾特大桥成功合龙，全线三座跨海大桥均已贯通。大桥是我国高铁建设中首次在跨海斜拉桥中铺设无砟轨道，通车后将实现世界跨海高铁桥梁最高行车时速350公里，高铁动车组驶过650米的大桥主桥用时不到7秒。7月2日，福厦铁路最后一孔箱梁浇筑完成。7月23日，福州至厦门高铁全线桥梁主体工程全线贯通。8月30日上午，福厦高铁全线铺轨贯通。
2023年2月3日，福厦高铁进入静态验收阶段。5月20日，福厦高铁全线进入联调联试阶段。8月31日，全线进入试运行阶段。9月28日，福厦高铁开通运营。

## 车站及接驳路线

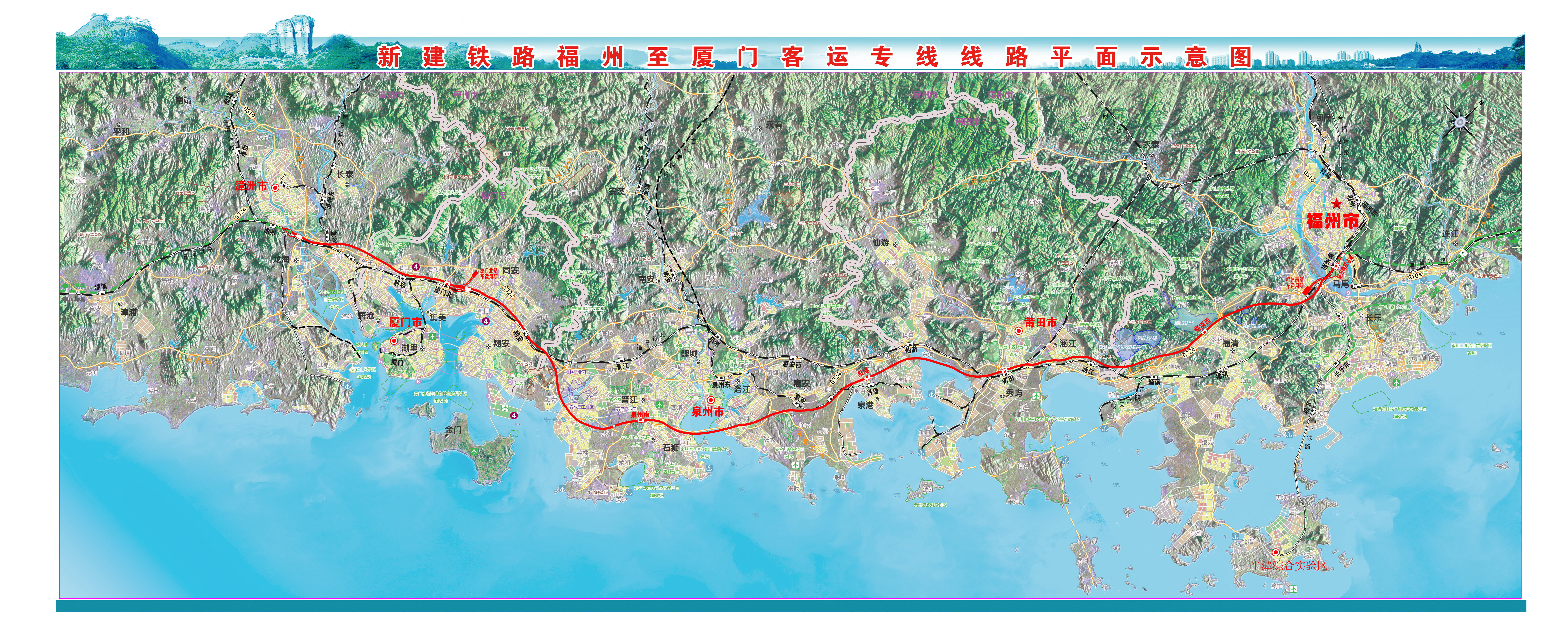
福州至厦门客运专线建设工程选址规划图

| 车站名称     | 所在区域 | 所在区域       | 启用日期      | 连接铁路                                | 城市軌道交通換乘路線                |
| ------------ | -------- | -------------- | ------------- | --------------------------------------- | ----------------------------------- |
| 福厦客运专线 |          |                |               |                                         |                                     |
| 福州南       | 福州市   | 仓山区         | 2010年4月26日 | 温福高速铁路 福厦铁路 温福铁路 福平铁路 | 福州地铁1号线 福州地铁5号线         |
| 福清西       | 福州市   | 福清市         | 2023年9月28日 | 福莆宁城际铁路                          | 福州市域铁路S3线                    |
| 莆田         | 莆田市   | 秀屿区         | 2010年4月26日 | 福厦铁路 永莆铁路                       |                                     |
| 泉港         | 泉州市   | 泉港区         | 2023年9月28日 |                                         |                                     |
| 泉州东       | 泉州市   | 泉州台商投资区 | 2023年9月28日 |                                         |                                     |
| 泉州南       | 泉州市   | 晋江市         | 2023年9月28日 |                                         |                                     |
| 厦门北       | 厦门市   | 集美区         | 2010年4月26日 | 福厦铁路 厦深铁路                       | 厦门轨道交通1号线 厦门轨道交通4号线 |
| 漳州         | 漳州市   | 龍海區         | 2012年6月29日 | 漳汕高速铁路 厦深铁路 龙厦铁路          |                                     |

## 意义
福厦高铁铁路建成通车后，将实现福州、泉州、厦门“一小时”经济圈、生活圈，对促进东南沿海城市群快速发展具有重要意义。